# Juan Atucha
Juan Atucha es un pequeño paraje rural del partido de Roque Pérez, Provincia de Buenos Aires, Argentina.

## Ubicación
Se encuentra a 18 km al sur de la ciudad de Roque Pérez a través de un camino rural. En sus inmediaciones se encuentra la laguna El Esparto.

## Población
Durante los censos nacionales del INDEC de 2001 y 2010 fue considerada como población rural dispersa.